# Dagens.dk
Dagens.dk er et netmedie, der startede op d. 1 oktober 2012. Det blev stiftet af iværksætterne Holger Madsen og Kasper Christensen, og redaktionen holdt til i Kolding.
Ambitionerne var "Sitet skal dække nyheder bredt og har en langsigtet ambition om at spise kirsebær med de store nyhedssites i Danmark." Det har de to iværksættere fortalt til mediet Journalisten.dk kort inden opstarten.
Sidenhen rykkede redaktionen til København, inden selskabet bag Dagens.dk I 2016 gik konkurs, men selskabet blev opkøbt og drevet videre fra et selskab i Holland.
I midten af 2020 blev Dagens.dk solgt til medie- og marketingvirksomheden Media Group Denmark som holder til i Vejle. De har forsøgt at ændre strategien og retningen på netmediet, så det i dag fungerer som et underholdningsmedie, der leverer nyheder folk kan grine af og snakke om.
På netmediet skriver de selv "Vi vil gerne huskes som det netmedie, der fokuserer på skæve vinkler, anderledes historier og interviews med personer, som ikke normalt finder vej til de danske medier."
Ifølge Dagens.dk er ansvarshavende chefredaktør 
Jesper Bengtson og der er  8 journalister.